# Rãnh (thời tiết)

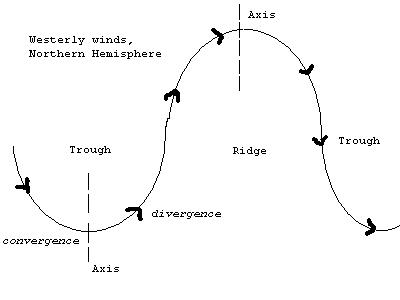
Tượng trưng sự xen kẽ giữa rãnh và dãy ở westerlies vùng cao cho Bắc bán cầu, với các vùng hội tụ và phân kỳ.

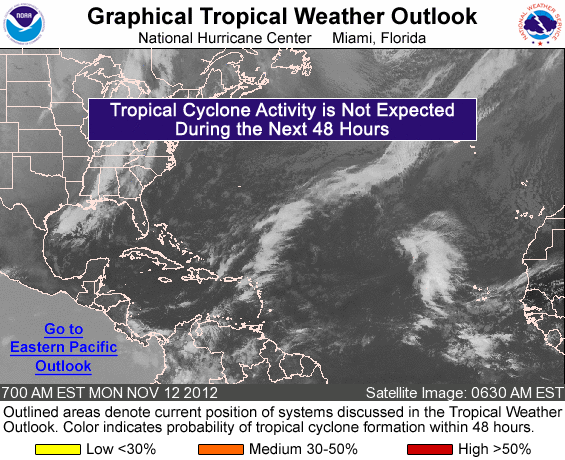
Một rãnh rất lớn (khoảng 8000 km trở lên) đi qua Bắc Đại Tây Dương từ hướng đông bắc xuống nam tây. Các đám mây dài được bao quanh bởi hai khu vực lớn có áp suất khí quyển cao hơn, rõ ràng thể hiện với không có đám mây nào cả.

Rãnh hay máng trong thuật ngữ khí tượng học là một khu vực dài (mở rộng) có áp suất khí quyển tương đối thấp, thường gắn liền với frông thời tiết.
Không giống như frông, không có biểu tượng phổ quát cho một rãnh trên biểu đồ thời tiết. Biểu đồ thời tiết ở một số quốc gia hoặc khu vực đánh dấu rãnh bằng một đường. Tại Hoa Kỳ, một rãnh có thể được đánh dấu là một đường nét đứt. Tại Anh, Hồng Kông và Fiji, nó được đại diện bởi một đường đậm mở rộng từ trung tâm áp suất thấp hoặc giữa hai trung tâm áp suất thấp, Macau  và Australia, đó là một đường nét đứt. Nếu chúng không được đánh dấu, rãnh vẫn có thể được xác định là một phần mở rộng của các isobar (đường đẳng áp) cách xa trung tâm áp suất thấp.
Đôi khi khu vực giữa hai trung tâm áp suất cao có thể giả định tính chất của một rãnh khi có một sự thay đổi gió có thể phát hiện được ghi nhận ở bề mặt. Nếu không có sự thay đổi của gió, khu vực này được gọi là col, giống như một cái yên ngựa địa lý giữa hai đỉnh núi.
Nếu máng hình thành ở vĩ độ trung, sự chênh lệch nhiệt độ giữa hai bên máng thường tồn tại dưới dạng frông thời tiết. Frông thời tiết thường ít bị đối lưu hơn là rãnh trong vùng nhiệt đới hoặc cận nhiệt đới (như làn sóng nhiệt đới). Đôi khi các hệ thống frông bị sập sẽ thoái hóa thành rãnh.
Các khối đối lưu có thể phát triển ở gần các rãnh và tạo ra một cơn xoáy thuận nhiệt đới. Một số vùng nhiệt đới hoặc cận nhiệt đới như Philippines hay miền Nam Trung Quốc bị ảnh hưởng rất lớn bởi các khối đối lưu dọc theo rãnh. Ở vùng westerlies vĩ tuyến giữa, rãnh và rặng thường xuyên luân phiên, đặc biệt khi gió ở tầng trên có dạng biên độ cao. Đối với một cái rãnh ở vùng westerlies, khu vực phía tây của trục máng thường là một khu vực có gió hội tụ và không khí giảm dần - và do đó có áp lực cao - trong khi khu vực phía đông của trục máng là khu vực có gió mạnh, phân kỳ và áp suất thấp. Sóng nhiệt đới là một loại rãnh trong các dòng phía đông, một đổi dạng bão tố hướng về phía bắc của gió mậu dịch.
Máng có thể ở bề mặt, hoặc trên cao, hoặc cả hai trong các điều kiện khác nhau. Hầu hết các máng đều mang theo mây, mưa rào và gió, đặc biệt là đi theo hành lang của máng. Điều này là kết quả của sự hội tụ hoặc "bóp" mà thúc đẩy nâng không khí ẩm sau đường máng.

## Các loại rãnh
Ngoài các máng tiêu chuẩn, một số có thể được mô tả chi tiết hơn bằng một thuật ngữ đủ điều kiện chỉ ra một đặc điểm cụ thể hoặc một tập hợp các đặc tính.

### Máng đảo ngược
Máng đảo ngược là máng khí quyển được định hướng ngược với hầu hết các máng của vĩ độ giữa. Hầu hết (nhưng không phải tất cả) máng đảo ngược là sóng nhiệt đới (thường được gọi là sóng phương Đông).
Hầu hết các máng áp suất thấp ở vĩ độ trung bình của bán cầu Bắc được đặc trưng bởi áp suất khí quyển giảm từ Nam xuống Bắc, trong khi đó các máng đảo ngược lại được đặc trưng bởi áp lực giảm từ Bắc xuống Nam. Tình hình ngược lại ở Nam bán cầu. Các máng đảo ngược ở cả hai bán cầu di chuyển về phía tây từ hướng đông, trong khi các máng vĩ độ giữa thường di chuyển với westerlies về phía đông.

### Máng khuất gió
Một máng khuất gió, hay còn gọi là một máng động, là "một rãnh áp suất hình thành ở phía khuất gió của dãy núi trong trường hợp gió đang thổi với một thành phần quan trọng qua sườn núi, thường thấy trên bản đồ thời tiết Hoa Kỳ ở phía đông của dãy núi Rocky, và đôi khi nằm ở phía đông của Appalachia, nơi mà nó ít rõ rệt hơn. " Nó có thể được hình thành hoặc là kết quả của sự nén không khí đang chìm theo cơ chế adiabatic vào phía bên khuất gió của một dãy núi, hoặc thông qua sự hình thành xoáy thuận kết quả từ "sự hội tụ ngang kết hợp với sự dãn dài của các cột không khí đi qua sườn núi và đi xuống độ dốc phía khuất núi."